# Mónica Palencia
Mónica Rosa Irene Palencia Núñez (Durango, 1965) es una abogada penalista, profesora de universidad, internacionalista y funcionaria mexicana, naturalizada ecuatoriana. Fue ministra del Interior del Ecuador desde abril de 2024 hasta febrero de 2025, tras haber ocupado el cargo de manera encargada entre noviembre de 2023 y abril de 2024. Durante este tiempo, también ejerció como ministra de Gobierno, desempeñando ambos cargos en el gobierno de Daniel Noboa.

## Biografía
Nació en la ciudad mexicana de Durangoen 1965.Es hija del abogado y escritor mexicano Héctor Alfonso Palencia Alonso, quien fue director del Instituto de Cultura del Estado de Durango bajo la administración de Ángel Sergio Guerrero Mier.

### Formación académica
En 1986, tras realizar estudios en la Universidad Juárez del Estado de Durango, obtuvo la licenciatura en Derecho, recibiendo también la Medalla Benito Juárez.
A los 21 años, decidió emigrar a Ecuador, donde continuó su preparación académica. Estudió Derecho y Ciencias Sociales en la Universidad Católica de Santiago de Guayaquil, donde obtuvo el diploma al Mérito Universitario, el título de abogada y la licenciatura en Ciencias Sociales, así como el premio Dr. Héctor Romero Menéndez de la misma Universidad.
Luego, obtuvo la maestría en Criminología y Ciencias Penales, en la Universidad de Salamanca. Cursó estudios en la Pontificia Universidad Javeriana, donde consiguió la maestría en Relaciones Internacionales y el diploma al Orden al Mérito Académico Javeriano (2008).
En 2009, recibió la especialización en Derecho Penal Económico y Criminalidad Organizada y en Organizaciones Internacionales, por el Campus de Toledo de la Universidad de Castilla-La Mancha.
Obtuvo el doctorado en Ciencias Jurídicas, por la Universidad de La Habana.

### Trayectoria
Fue gerente general de Construfinsa S.A. (2002-2007) y presidente-gerente general de Tramconsul S.A., (2007-2008).
Se desempeñó como consultora Ad honorem del organismo “Convenio Andrés Bello”, con sede en Bogotá, formando parte de una Misión Diplomática en Colombia, hasta mayo de 2009.También ha sido asesora empresarial y universitaria, y fundó el estudio jurídico que lleva su nombre.
Ha trabajado como profesora de pregrado y de posgrado en asignaturas como: Negocios Internacionales, Derecho Penal, Derecho Procesal Penal, Política Criminal, siendo además profesora titular de Derecho Internacional Privado por concurso de méritos y oposición en la Universidad Católica Santiago de Guayaquil y desarrollo del Derecho en entornos virtuales a nivel de posgrado en la Universidad Casa Grande.

## Carrera política

### Ministra de Estado

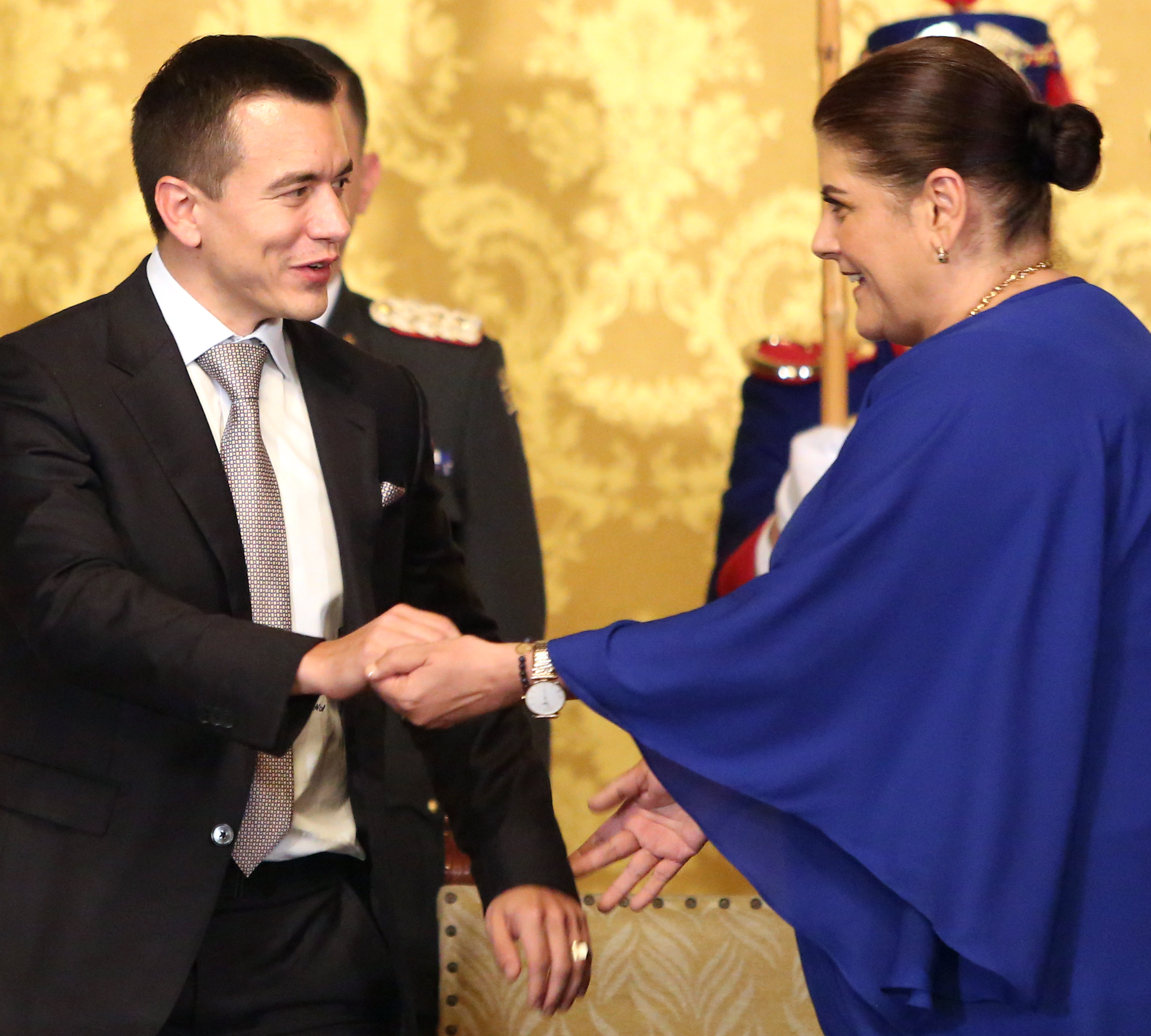
Palencia saludando a Daniel Noboa, en su posesión como ministra (2023).

El 14 de noviembre de 2023, fue nombrada por el presidente electo Daniel Noboa, como ministra de Gobierno del Ecuador. El 23 de noviembre del mismo año, con el inicio de gobierno, se le otorgó la nacionalidad ecuatoriana, por sus "aportes significativos", antes de posesionarse en el cargo. También fue nombrada ministra del Interior del Ecuador, en calidad de encargada.
Entre sus primeras acciones fueron designar un viceministro de Gobierno y dos en el Interior. El 1 de diciembre siguiente, Palencia anunció cambios en la Policía Nacional, además de mencionar: «Voy a correr todos los riesgos que sean necesarios».
El 21 de abril de 2024, el presidente Noboa aceptó su renuncia como ministra de Gobierno, y la nombró ministra del Interior; terminando con su encargo.
Durante su gestión, asumió la declaratoria de conflicto armado interno y respaldó la decisión de irrumpir en la embajada de México en Ecuador para capturar a exvicepresidente Jorge Glas. También defendió el plan Fénix.
El 16 de febrero de 2025, fue aceptada su renuncia como ministra del Interior.

#### Caso Olón
La Comisión de Gobiernos Autónomos de la Asamblea Nacional recomendó que se iniciara un juicio político contra Palencia y otros tres ministros por incumplimiento de funciones y por no atender, o hacerlo de manera incompleta, los pedidos de información sobre el caso Olón, vinculado a un proyecto inmobiliario en una zona protegida.

## Vida personal
Mónica Palencia es hermana de Martha Palencia, quien es regidora y excandidata a diputada por el partido Movimiento Ciudadano en México.
Se casó el 9 de mayo de 1985 con el arquitecto Ramón Arturo Verduga Álvarez, con quien tuvo tres hijos. El arquitecto Verduga falleció el 25 de noviembre de 2014. Después tuvo como pareja al médico y político Francisco Huerta Montalvo; el 1 de julio de 2022, Francisco Huerta falleció, desde entonces no se le conoce pareja.
Según su declaración patrimonial de 2022, Palencia declaró poseer casi un millón de dólares.

## Condecoraciones
- Medalla al Mérito Benito Juárez.[5]
- Premio Héctor Romero Menéndez.
- Orden al Mérito Académico Javeriano.
- Reconocimiento de Embajada de México a labor social.
- Hija Ilustre de la ciudad de Guayaquil (2023).
- Orden Nacional al Mérito, en grado de Gran Cruz (2024).[23]